# Mycosphaerangium tiliae
Mycosphaerangium tiliae är en svampart som först beskrevs av Seaver, och fick sitt nu gällande namn av Verkley 1999. Mycosphaerangium tiliae ingår i släktet Mycosphaerangium, ordningen disksvampar, klassen Leotiomycetes, divisionen sporsäcksvampar och riket svampar.   Inga underarter finns listade i Catalogue of Life.